# Симфонія № 9 (Брукнер)
Симфонію № 9 ре мінор (WAB 109) Антон Брукнер писав у 1887–1896 рр.; остання, четверта частина залишилася незавершеною. Так само як і Симфонію сі мінор Франца Шуберта, твір Брукнера часто називають «Незакінченою симфонією». Крім того, серед шанувальників творчості композитора вона відома як «Готична симфонія». Цей твір, як і «Te Deum», який композитор заповів використовувати як закінчення симфонії, якщо не встигне дописати її фінал — присвячено Богу. Прем'єра відбулася 11 лютого 1903 у Відні під керуванням Фердинанда Леве, який вніс до неї безліч неавторизованих змін. Авторська редакція цієї симфонії вперше прозвучала в 1932 році в Мюнхені. Це виконання розцінюється як початок відновлення оригінальних редакцій творів композитора і знайомства з ними публіки, що в подальшому стало нормою. На даний час симфонія виконується в декількох варіантах: найчастіше в тричастинній авторській формі, без подальших змін; з реконструйованим фіналом або з Te Deum в якості останньої частини.

## Історія
Останні роки життя Антона Брукнера ознаменувалися довгоочікуваним визнанням його як композитора, але були затьмарені загальним занепадом сил, що ускладнювався хронічними серцевими і простудними захворюваннями, а також нервовим розладом. Так, в 1890 році він був змушений просити у дирекції Віденської консерваторії відпустки для покращення здоров'я. Ескізи першої частини останньої симфонії Брукнера датовані 21 вересня 1887 року, однак через розчарування у зв'язку з неприйняттям початкової версії Симфонії № 8 він перервав свою роботу (як це було неодноразово з іншими симфоніями), щоб редагувати свої попередні твори. Після виходу на пенсію і закінчення викладацької діяльності, якій він присвятив 22 роки життя, важко хворий композитор сконцентрував свої зусилля на створенні Дев'ятої симфонії. Подальшу хронологію створення цього монументального твору можна простежити за його позначками про хід роботи: «Перша частина: кінець квітня 1891 — 14 жовтня 1892 — 23 грудень 1893»; «Скерцо: 27, лютого 1893 — 15 лютого 1894»; «Adagio: 31 жовтня 1894 — 30 листопада 1894. Відень А. Брукнер».

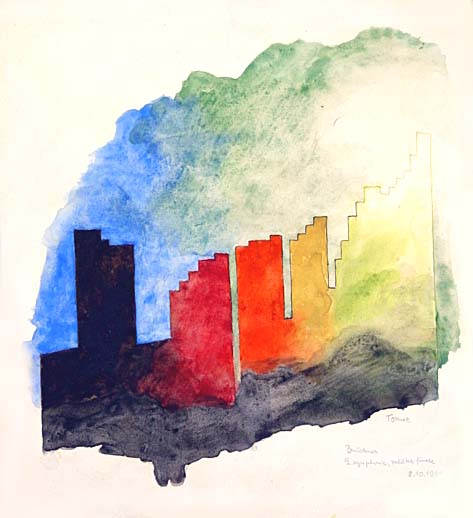
Едуард Томек. Дев'ята симфонія Антона Брукнера

Симфонії має оригінальну присвяту — «коханому Богу» (dem lieben Gott). Брукнер був глибоко віруючою людиною, виконував необхідні релігійні ритуали, молився, довгий час працював органістом у церкві (друзі навіть називали його «свята простота»). У зв'язку з цим також слід зазначити, що практично весь перший період творчості Брукнера був пов'язаний з релігійною тематикою (меси, хори, «Te Deum»); в симфоніях він застосовував хоральні звучання, деякі теми з мес переносив в симфонічні твори і т. д. Присвячення свого твору Богу не є поодиноким випадком в творчості Брукнера. Так, вокально-симфонічний твір «Te Deum» композитор підписав такими словами: «любимому Богу в пам'ять про пережиті в Відні страждання». На питання про його мотивації до створення «Te Deum» Брукнер відповів, що це подяка Богу, так як недоброзичливцям «не вдалося його погубити». За його словами: «Я хочу, коли буде судний день, подати господу партитуру „Te Deum'a“ і сказати: „Подивися, це я зробив тільки для тебе одного!“ Вже після цього я, напевно, проскочу». Також цікаво, що в період роботи над симфонією Брукнер записав своєрідну молитву: «Шановний боже, дай мені скоріше одужати! Подивися, мені ж потрібно бути здоровим, щоб закінчити Дев'яту!»
Смерть припинила роботу Брукнера над фіналом симфонії, хоча ще вранці в день своєї смерті композитор працював над нею. За збереженими музичним матеріалами останньої частини видно, що фінал задуманий як грандіозна за розмірами частина з фугою і хоралом, як це є в його Симфонії № 5. Вважається, що в кінці життя композитор висловлював бажання, щоб при виконанні Дев'ятої симфонії на фінал звучав його «Te Deum». Ця версія має як своїх прихильників, так і своїх противників. На думку останніх, втілення цього побажання автора з музичної точки зору не може бути визнано обґрунтованим, так як «Te Deum» має іншу тональність (до мажор), а також за своїм характером не гармонує з музикою закінчених трьох частин симфонії. Так, на думку музикознавця Л. Г. Раппопорта: «Монументальне Adagio настільки змістовно, що може завершувати симфонічний цикл, не потребуючи доповнень».
Прем'єра Дев'ятої симфонії відбулася 11 лютого 1903 року в Відні, диригував Фердинанд Леве. Як це зазвичай траплялося з попередніми творами Брукнера, без змін авторської музики не обійшлося і цього разу — Леве відредагував її таким чином, щоб наблизити до «вагнерівського» оркестрового звучання. Незважаючи на редактуру, що спотворює авторський задум, прем'єра пройшла успішно. Авторська редакція цієї симфонії вперше прозвучала в 1932 році в Мюнхені. Це виконання розцінюється як початок відновлення оригінальних редакцій творів композитора і знайомства з ними публіки.

## Склад оркестру
Оркестр, так само як і в симфонії № 8 Брукнера, збільшений до потрійного складу дерев'яних духових і труб; в групу мідних духових введені додаткові чотири вагнерівські туби.
Дерев'яні духові
3 флейти
3 гобоя
3 кларнета (B)
3 фагота
Мідні духові
8 валторн (F, B)
3 труби (F)
3 тромбона
туба
4 вагнерівські туби (F, В)
Ударні
литаври
Струнні
I і II скрипки
альти
віолончелі
контрабас

## Структура
Симфонія складається з трьох частин, приблизна тривалість звучання близько години:
1. Feierlich, Misterioso (урочисто, таємничо)
2. Scherzo. Bewegt, lebhaft
3. Adagio. Langsam, feierlich

### Фінал
Існував цілий задум фіналу, проте чи був він повністю записаний, точно не встановлено. У сучасній концертній практиці симфонія виповнюється як в тричастинній, так і в чотиричастинній формі. Тричастинний варіант включає в себе перші три частини симфонічного циклу, задуманого автором в чотиричастинній формі, повністю завершених і оркестрованих Брукнером. Чотиричастинний варіант симфонії доповнюється фіналом твору, над яким Брукнер працював в останній рік життя і який він виконував на органі людям зі свого найближчого оточення. Після смерті Брукнера фінал дійшов до нас лише у вигляді різних фрагментів і ескізів різного ступеня завершеності. Всі збережені матеріали систематизовані і видані факсиміле у віденському Повному зібранні творів Брукнера під редакцією Дж. А. Філліпса. Згодом музичний матеріал фіналу не сприймався як повністю завершена частина, придатна до виконання. Однак починаючи з середини 1980-х років Брукнерознавці роблять спроби з відтворення фіналу симфонії.
Проблема виконання фіналу ускладнюється тим, що незабаром після смерті Брукнера в його будинок навідались збирачі автографів; в результаті деякі рукописи були пізніше виявлені дуже далеко від Відня, наприклад у Вашингтоні. Брукнер знав, що може не встигнути закінчити симфонію, і запропонував у разі відсутності фіналу замінювати його своїм Te Deum, але в такому вигляді симфонія виконується рідко.

## Музика
Симфонія, підсумовуючи творчість Брукнера, синтезує найбільш типові риси і особливості його музичного світу. Якщо перша епічна частина відроджує дух бетховенської героїки і перегукується в цьому плані з Симфонією № 3, то друга частина (Scherzo) насичена іронією, гротеском при збереженні характерних для багатьох його попередніх скерцо епіко-фантастичних образів.
Adagio насичене глибоким філософським змістом: «включаючи в нього теми з власних сьомої і восьмої симфоній, композитор ніби підкреслює, що це підсумок його багаторічних роздумів про життя і смерть». Ернст Курт відзначав, що головною рисою першої теми і драматургії Адажіо в цілому, її тематизму є як би «розчинення»: «загальний нарис форми є в своїй основі розвитком ідеї розчинення. Форма стає тут антиформою». 
Adagio. Langsam, feierlich. Перша тема.
Разом з тим наголошується, що в цьому творі ускладнилася музична мова композитора, а деякі своєрідні інтонаційні і гармонічні звороти можуть свідчити про те, що автор наблизився до відкриття нового стилю. Для симфонії характерні ускладнена поліфонізація, поглиблення експресивних ліричних інтонацій, тонкість і напруженість гармонійних фарб, зростання напруженості модуляційного руху, загострення експресивної мови та барвистості окремих співзвуч, а могутні оркестрові тутті межують з камерними звучанням.
За аналогією з Симфонією h-moll Франца Шуберта твір Брукнера часто називають «Незакінчена симфонія». Вважається, що в цьому монументальному творі Брукнер віддав данину симфонізму шанованого ним Людвіга ван Бетовена. Музикознавці вказують на символізм номерів останніх симфоній цих композиторів (див. «Прокляття дев'ятої симфонії»), а також на звернення в кінці творчого шляху до героїко-трагедійної концепції симфонії № 9 Бетовена. Так, М. Н. Філімонова зазначає, що в своєму підсумковому творі Брукнер максимально близько наблизився до симфонізму Бетовена, до чого вона перш за все відносить драматику, котра піднімалося до висот трагедійності розкриття внутрішніх конфліктів, героїчний пафос першої частини, динамічність розвитку, психологічну глибину твору. З іншого боку, в цьому творі виразно проступає відмінність між симфонізмом Бетховена і Брукнера.

## Версії

### 1894
Оригінальна версія перших трьох частин. Брукнер працював над нею з вересня 1887 по листопад 1894 року. Видано під редакцією А. Орел (1932), Л. Новака (1951) і Б.-Г. Корса (2000).

### 1903
Прем'єрна версія і перше видання під редакцією Ф. Леве. Містить безліч неавторизованих виправлень.
Перший повний запис зроблено в 1934 році: Отто Клемперером з Нью-Йоркським філармонічним оркестром; версія 1894 (Орель).